# ارژبت
ارژبت (به مجاری: Erzsébet) یک شهرداری در مجارستان است که در ناحیه پچ‌واراد واقع شده‌است. ارژبت ۹٫۷۵ کیلومتر مربع مساحت و ۲۶۴ نفر جمعیت دارد.